# Xestia borealis
Xestia borealis is een vlinder uit de familie uilen (Noctuidae). De wetenschappelijke naam is voor het eerst geldig gepubliceerd in 1933 door Nordstrom.
De soort komt voor in Europa.